# Alberto Urso
 (Messina, 23 luglio 1997) è un cantautore, tenore e polistrumentista italiano, vincitore della diciottesima edizione del talent show Amici di Maria De Filippi.

## Biografia

### Infanzia ed esordi
Nel 2010 ha partecipato alla terza edizione del talent show in onda su Rai 1 Ti lascio una canzone duettando con vari cantanti e vincendo l'edizione con gli altri concorrenti. Ha studiato presso il conservatorio di Messina, dove si è diplomato in teoria e solfeggio con il massimo dei voti. Ha conseguito la laurea magistrale in canto lirico presso il conservatorio di Matera.
È un musicista polistrumentista: suona il pianoforte, il sassofono, la chitarra e la batteria. Nel settembre 2016 ha fondato il trio musicale TNT con Benedetta Caretta e Ludovico Cetri, che dopo tre anni si sciolse. Nel 2017 ha duettato con Katia Ricciarelli, che è stata la sua insegnante di canto per alcuni anni. Ha fatto parte del quartetto di tenori The four italian tenors insieme a Roberto Cresca, Federico Serra e Federico Parisi poi abbandonato per partecipare alla diciottesima edizione di Amici di Maria De Filippi.

### 2018-2019: vittoria adAmici 18,Per teeSolo
Nel 2018 ha partecipato ai casting della diciottesima edizione del talent show musicale di Canale 5 Amici di Maria De Filippi, accedendo poi alla fase iniziale. Il 2 novembre ha pubblicato l'EP Per te. Il 30 marzo 2019 ha ottenuto l'accesso alla fase serale del programma e il 25 maggio seguente è arrivato in finale, uscendone vincitore. Il 10 maggio ha pubblicato il suo primo album in studio Solo, che è stato poi certificato disco d'oro e rimasto in prima posizione nella classifica FIMI italiana per due settimane consecutive. Dall'album è stato estratto il singolo Accanto a te (scritto da Giordana Angi), pubblicato il 20 maggio. Tra le tracce del disco inoltre è presente, impreziosita dalla partecipazione vocale di Arisa, una rivisitazione di Guarda che luna, canzone originariamente interpretata da Fred Buscaglione.
Nel giugno 2019 ha partecipato ai SEAT Music Awards, e a luglio a Battiti Live, dove ha presentato il singolo Ti lascio andare, pubblicato il 5 luglio. A settembre ha inoltre vestito i panni di coach della squadra blu della prima edizione di Amici Celebrities, in onda in prima serata su Canale 5.

### 2019-2020:Il sole ad este Festival di Sanremo 2020
Il 31 ottobre 2019 ha pubblicato il suo secondo album in studio Il sole ad est, che è stato anticipato dal singolo E poi ti penti, pubblicato il 20 settembre, scritto da Francesco Silvestre. Il 15 novembre è uscito il singolo Non sono più lo stesso. Il 31 dicembre ha preso parte a L'anno che verrà condotto da Amadeus, e nello stesso giorno è stata resa nota la sua partecipazione al 70º Festival di Sanremo, dove nel febbraio 2020 ha gareggiato in gara con il brano Il sole ad est. Al termine della kermesse musicale si è piazzato al quattordicesimo posto nella classifica finale. Il brano è stato incluso nella riedizione Sanremo Edition dell'album omonimo.
Il 15 maggio 2020, in collaborazione con il rapper J-Ax, ha pubblicato il singolo Quando quando quando, cover dell'omonimo successo di Tony Renis. Dal 15 maggio al 5 giugno ha partecipato come concorrente alla prima edizione di Amici speciali, in onda in prima serata su Canale 5.

### 2020-presente: progetti inediti e The Tenors
Nel 2020 ha duettato con il mezzosoprano Katherine Jenkins nel brano che ha dato il titolo al disco di quest'ultima Cinema paradiso, uscito il 3 luglio. L'11 dicembre è uscito il singolo Miracoli, in collaborazione con la cantante e soprano Laura Bretan. Il 20 febbraio 2021, nel corso della tredicesima puntata della ventesima edizione di Amici di Maria De Filippi, ha presentato il suo nuovo singolo Amarsi è un miracolo, uscito il 12 febbraio precedente.
Nel 2022 ha annunciato di aver preso parte al gruppo internazionale dei The Tenors. Il 4 gennaio 2024 ha pubblicato il singolo Mille domande, seguito il 1º novembre dal singolo Atlantide. Il 27 giugno 2025 è uscito il singolo Reale.

## Discografia
- 2019 – Solo
- 2019 – Il sole ad est

## Tournée
- 2019 – Solo Live Orchestra
- 2021 – Alberto Urso tour 2021

## Programmi televisivi
- Ti lascio una canzone 3 (Rai 1, 2010) - concorrente
- Amici di Maria De Filippi 18 (Canale 5, 2018-2019) - concorrente, vincitore
- Amici Celebrities 1 (Canale 5, 2019) - coach
- Amici speciali 1 (Canale 5, 2020) - concorrente

## Partecipazioni a manifestazioni canore
- Festival di Sanremo (Rai 1)
  - 2020 – 14º posto sezione "Campioni" con Il sole ad est

## Riconoscimenti
- Amici di Maria De Filippi
  - 2019 – Vincitore della diciottesima edizione nella categoria "Canto"[50]
  - 2019 – Premio TIM[51]